# Małyja Lipki (obwód witebski)
Małyja Lipki (biał. Малыя Ліпкі; ros. Малые Липки, Małyje Lipki) – wieś na Białorusi, w obwodzie witebskim, w rejonie orszańskim, w sielsowiecie Piszczaława, przy linii kolejowej Moskwa – Brześć.
Wieś graniczy z Orszą, która otacza Małyja Lipki z każdej strony z wyjątkiem północnego wschodu.